# Temenica, Ivančna Gorica
Temenica je naselje v Občini Ivančna Gorica. Redna avtobusna linija št. 69 Temenico ob delavnikih povezuje z Ivančno Gorico in Ljubljano.